# Pietro del Monte (grand maître)
Pour les articles homonymes, voir Pietro del Monte.
Pietro del Monte (Monte San Savino, 1499 – La Valette, 26 janvier 1572), est le 50e grand maître des Hospitaliers de l'ordre de Saint-Jean de Jérusalem.

## Sources bibliographiques
- Bertrand Galimard Flavigny, Histoire de l'ordre de Malte, Paris, Perrin, 2005  (ISBN 2-262-02115-5)